# Boldur

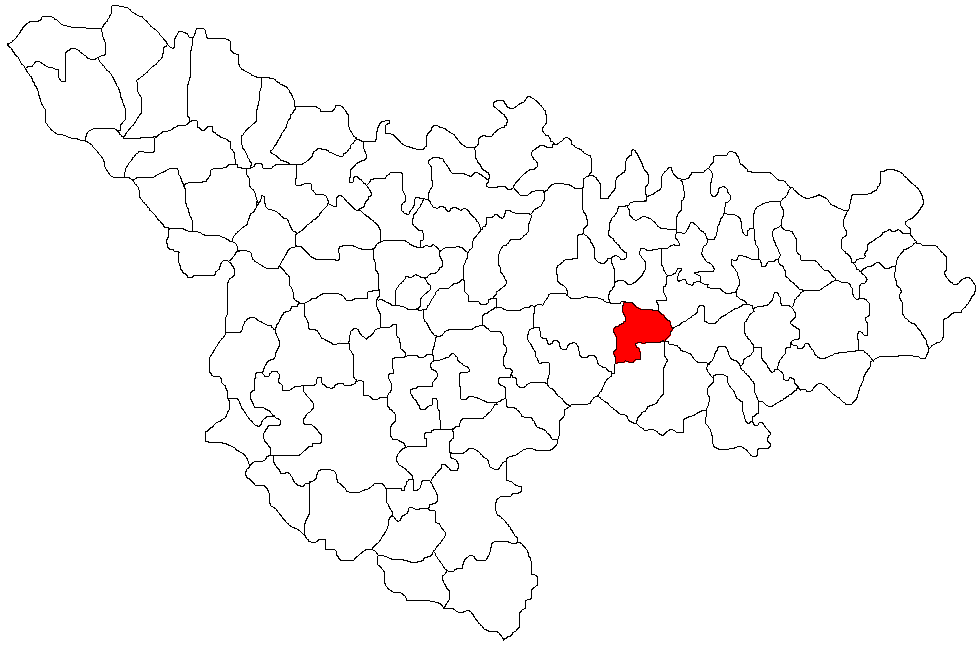
Lage der Gemeinde Boldur im Kreis Timiș

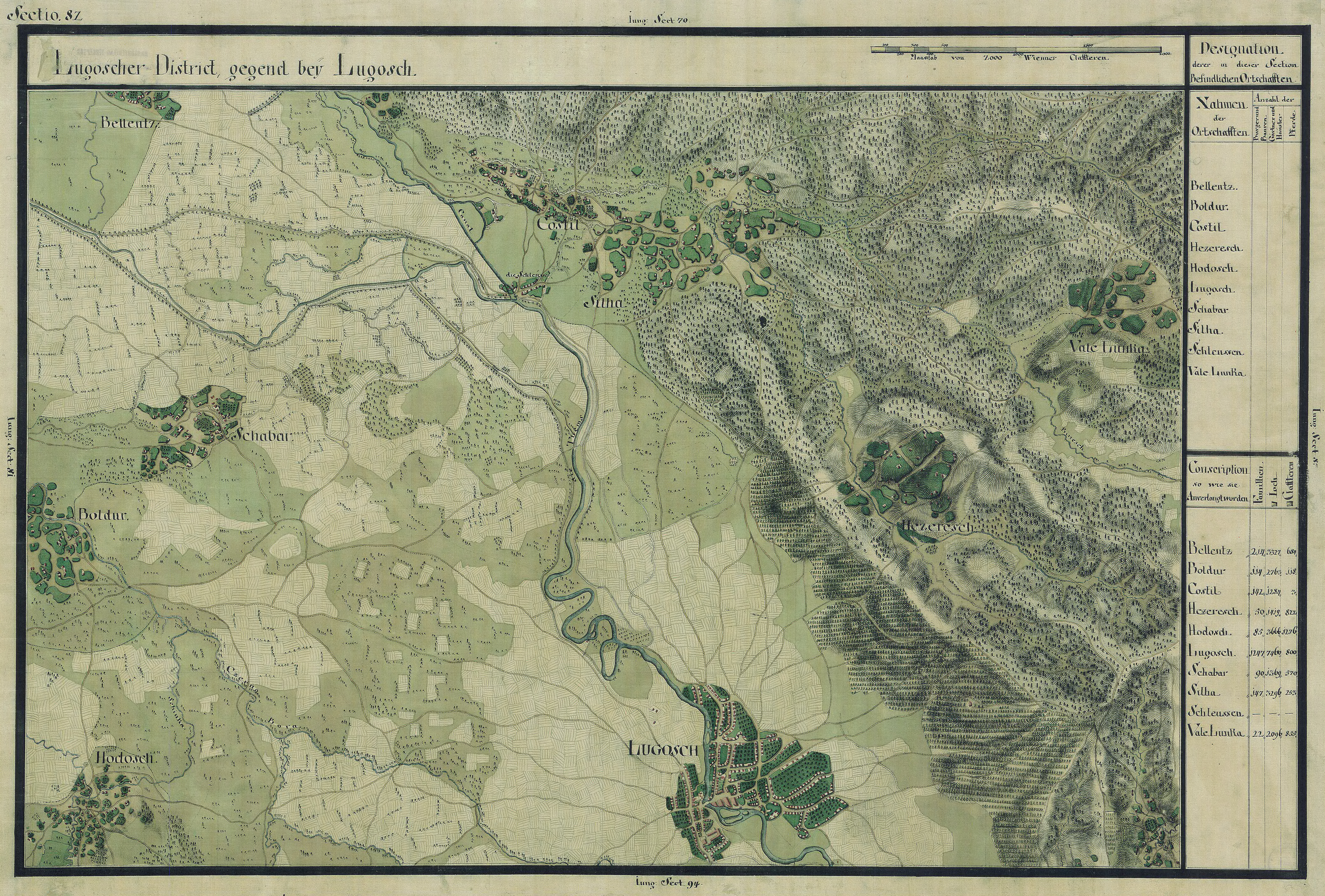
Boldur auf der Josephinischen Landaufnahme (1769–1772)

Boldur (ungarisch Boldor) ist eine Gemeinde im Kreis Timiș, in der Region Banat, im Südwesten Rumäniens. Zu der Gemeinde Boldur gehören auch die Dörfer Jabăr, Ohaba-Forgaci und Sinersig.

## Geografische Lage
Boldur liegt im Südosten des Kreises Timiș, 10 Kilometer westlich von Lugoj, an der Kreisstraße DJ 592.

## Nachbarorte
| Chizătău | Belinț                                      | Coșteiu                |
| Racovița | Kompassrose, die auf Nachbargemeinden zeigt | Lugoj                  |
| Buziaș   | Darova                                      | Victor Vlad Delamarina |

## Geschichte
Bulder wurde 1290 erstmals in einer ungarischen Urkunde erwähnt.
Im Mittelalter hatte die Siedlung verschiedene Bezeichnungen: Boudor (1368), Boldur (1371), Boldor (1416), Boldur (1597). Im 16. Jahrhundert gehörte das Dorf zu der Gemeinde Belinț. Ab 1690–1700 festigte sich der heutige Name Boldur.
Um 1739 wurde Boldur mit Rumänen aus Oltenien (Bufänen) besiedelt, die infolge des Russisch-Österreichischer Türkenkriegs (1736–1739) ins Banat fliehen mussten.
Nach dem Frieden von Passarowitz (1718), als das Banat eine Habsburger Krondomäne wurde, war Boldur Teil des Temescher Banats.
Am 4. Juni 1920 wurde das Banat infolge des Vertrags von Trianon dreigeteilt. Der größte, östliche Teil, zu dem auch Boldur gehört, fiel an das Königreich Rumänien.

## Demografie
Die Bevölkerungsentwicklung der Gemeinde Boldur:
| 1880 | 4481 | 4159 | 265 | 47 | 10                |
| 1910 | 4669 | 4149 | 408 | 68 | 44                |
| 1930 | 4076 | 3709 | 278 | 64 | 25                |
| 1977 | 3685 | 3527 | 108 | 13 | 37                |
| 2002 | 2567 | 2446 | 51  | 6  | 64                |
| 2021 | 2407 | 2171 | 23  | 2  | 211 (37 Ukrainer) |